# Calocypha
Calocypha is een geslacht van libellen (Odonata) uit de familie van de Chlorocyphidae (Juweeljuffers).

## Soorten
Calocypha omvat 1 soort:
- Calocypha laidlawi (Fraser, 1924)